# Rachana Kamtekar
Rachana Kamtekar (* 2. April 1965) ist eine US-amerikanische Philosophiehistorikerin auf dem Gebiet der antiken Philosophie.
Kamtekar erwarb den B.A. 1987 an der Stanford University in Philosophie and Religionswissenschaft. Nach dem M.A. 1989 an der University of Chicago wurde sie ebendort 1995 bei Ian Mueller in Philosophie zum PhD promoviert.
Sie lehrte sodann zunächst am Williams College und der University of Michigan, bevor sie als associate professor of philosophy an die University of Arizona wechselte. Nunmehr ist sie Professor an der Sage School of Philosophy der Cornell University.
Ihre Forschungsschwerpunkte sind die Ethik, politische Wissenschaft und ethische Psychologie der Antike. Sie befasst sich dabei vor allem mit Platon und Aristoteles, aber auch mit der Stoa, besonders mit Epiktet. 

## Schriften (Auswahl)
- Plato’s Moral Psychology. Intellectualism, the Divided Soul, and Desire for Good. Oxford University Press, Oxford 2017.
- (Hrsg.): Virtue and Happiness: Essays in Honour of Julia Annas. Oxford University Press, Oxford 2012 (Oxford Studies in Ancient Philosophy, Supplementary Volume).
- (Hrsg.), mit Sara Ahbel-Rappe: A Companion to Socrates. (Blackwell Companions to Philosophy). Blackwell, 2006.